# 曼斯菲爾德 (明尼蘇達州)
曼斯菲爾德（英語：Mansfield）是位於美國明尼蘇達州弗里伯恩縣莫斯科鎮區及紐里鎮區的一個非建制地區。

## 地理
曼斯菲爾德所處的海拔為高於海平面380米（即1247英呎），而該地所採用的時區為UTC-6，即北美中部時區（CST）。同時該地設有夏令時間，為UTC-6調快一小時，即UTC-5（CDT）。